# جيم كلارك (لاعب كرة قاعدة)
جيم كلارك (بالإنجليزية: Jim Clark)‏ هو لاعب كرة قاعدة أمريكي، ولد في 21 سبتمبر 1927 في Baggaley, Pennsylvania ‏ في الولايات المتحدة، وتوفي في 24 أكتوبر 1990 في سانتا مونيكا في الولايات المتحدة.

## وصلات خارجية
- جيم كلارك على موقعبيزبول رفرنس.كوم (الدوري الرئيسي) (الإنجليزية)